# Asientos
Asientos é um município do estado de Aguascalientes, México.

## Demografia
Evolução da população do município:
- 24.395 (1980)
- 32.225 (1990)
- 37.763 (2000)
- 40.547 (2005)
- 45.498 (2010)